# Pittsburgh Rebellion
Die Pittsburgh Rebellion waren ein in Pittsburgh, im Bundesstaat Pennsylvania, beheimatetes Arena-Football-Damen-Team. Sie spielten in der Eastern Conference der US-amerikanischen Legends Football League (LFL) und trugen ihre Heimspiele im Highmark Stadium aus. Nach der Saison 2017 wurden sie aufgelöst und durch die Nashville Knights ersetzt.

## Resultate
| Saison | Siege | Niederlagen | Unentschieden | Platzierung           | Play-off-Ergebnis |
| ------ | ----- | ----------- | ------------- | --------------------- | ----------------- |
| 2017   | 1     | 3           | 0             | 4. Eastern Conference |                   |